# Scherma agli XI Giochi panafricani
Le competizioni di scherma agli XI Giochi panafricani si sono svolte dal 2 al 6 settembre 2015 al Palais des sports de Kintélé di Brazzaville, nella Repubblica del Congo.

## Podi

### Uomini
| Evento                          | Oro                                                                 | Argento                                                      | Bronzo                                                                        |  |  |  |
| Spada individuale (dettagli)    | Ahmed Elsaghir                                                      | Ayman Fayez                                                  | Babacar Kadam Mohannad Saif                                                   |  |  |  |
| Spada a squadre (dettagli)      | Egitto Ahmed Elsaghir Ayman Fayez Sherif Fayez Mohannad Saif        | Senegal Cheikh Omar Diallo Sire Gueye Babacar Kadam          | Mali Gaoussou Coulibaly Keletigui Julien Diabaté Abdoul Kafar Kane Nio Traoré |  |  |  |
|                                 |                                                                     |                                                              |                                                                               |  |  |  |
| Fioretto individuale (dettagli) | Alaaeldin Abouelkassem                                              | Roman Djilti                                                 | Mohamed Essam Mohamed Ayoub Ferjani                                           |  |  |  |
| Fioretto a squadre (dettagli)   | Egitto Alaaeldin Abouelkassem Marwan Ahmed Tarek Ayad Mohamed Essam | Tunisia Mohamed Ayoub Ferjani Mohamed Aziz Metoui Fares Zidi | Algeria Roman Djilti Salim Heroui Yanis Baptiste Mabed Youcef Madi            |  |  |  |
|                                 |                                                                     |                                                              |                                                                               |  |  |  |
| Sciabola individuale (dettagli) | Farès Ferjani                                                       | Hichem Samandi                                               | Ahmed Ehab Ziad Elsissy                                                       |  |  |  |
| Sciabola a squadre (dettagli)   | Egitto Ahmed Ahr Ahmed Ehab Ziad Elsissy Mohab Samer                | Tunisia Farès Ferjani Souhaieb Sakrani Hichem Samandi        | Senegal Alassane Ba Moustapha Diagne Ibrahima Konte                           |  |  |  |

### Donne
| Evento                          | Oro                                                                  | Argento                                                                       | Bronzo                                                              |  |  |  |
| Spada individuale (dettagli)    | Sarra Besbes                                                         | Ayah Mahdy                                                                    | Nourhan Desouky Nardin Ehab                                         |  |  |  |
| Spada a squadre (dettagli)      | Sudafrica Juliana Barrett Tamryn Carfoot Aphiwe Tuku Giselle Vicatos | Egitto Nourhan Desouky Nardin Ehab Shirwit Gaber Ayah Mahdy                   | Tunisia Dorra Ben Jaballah Sarra Besbes Nesrine Ghrib Maya Mansouri |  |  |  |
|                                 |                                                                      |                                                                               |                                                                     |  |  |  |
| Fioretto individuale (dettagli) | Inès Boubakri                                                        | Haifa Jabri                                                                   | Hadil Elsharkawy Anissa Khelfaoui                                   |  |  |  |
| Fioretto a squadre (dettagli)   | Tunisia Dorra Ben Jaballah Sarra Besbes Inès Boubakri Haifa Jabri    | Algeria Narimene Elhaouari Anissa Khelfaoui Louiza Khelfaoui Khadidja Zerabib | Egitto Hadil Elsharkawy Yara Elsharkawy Noura Mohamed Aida Yasser   |  |  |  |
|                                 |                                                                      |                                                                               |                                                                     |  |  |  |
| Sciabola individuale (dettagli) | Mennatalla Ahmed                                                     | Mariam El Sway                                                                | Nour Montaser Ndeye Fatou Thiam                                     |  |  |  |
| Sciabola a squadre (dettagli)   | Egitto Mennatalla Ahmed Mariam El Sway Nada Hafez Nour Montaser      | Algeria Sonia Abdiche Sarah Atrouz Abik Boungab Amira Hayet Sabah El Hafaia   | Senegal Mame Awa Ndao Assietou Sow Ndeye Fatou Thiam                |  |  |  |

## Medagliere
| #      | Nazione   | Oro | Argento | Bronzo | Totale |
| ------ | --------- | --- | ------- | ------ | ------ |
| 1      | Egitto    | 7   | 4       | 9      | 20     |
| 2      | Tunisia   | 4   | 4       | 2      | 10     |
| 3      | Sudafrica | 1   | 0       | 0      | 1      |
| 4      | Algeria   | 0   | 3       | 2      | 5      |
| 5      | Senegal   | 0   | 1       | 4      | 5      |
| 6      | Mali      | 0   | 0       | 1      | 1      |
| Totale | Totale    | 12  | 12      | 18     | 42     |